# Wichabai
Wichabai é uma comunidade na região de Alto Tacutu-Alto Essequibo da Guiana, localizada em2° 52′ 00″ N, 59° 31′ 59,88″ O, altitude 157 metros. Wichabai é uma fazenda de gado na savana de Rupununi voltada para o ecoturismo . O rancho pode ser alcançado a partir do Aeroporto de Wichabai .